# Letis mycerina
Letis mycerina är en fjärilsart som beskrevs av Pieter Cramer 1777. Letis mycerina ingår i släktet Letis och familjen nattflyn. Inga underarter finns listade i Catalogue of Life.

## Bildgalleri

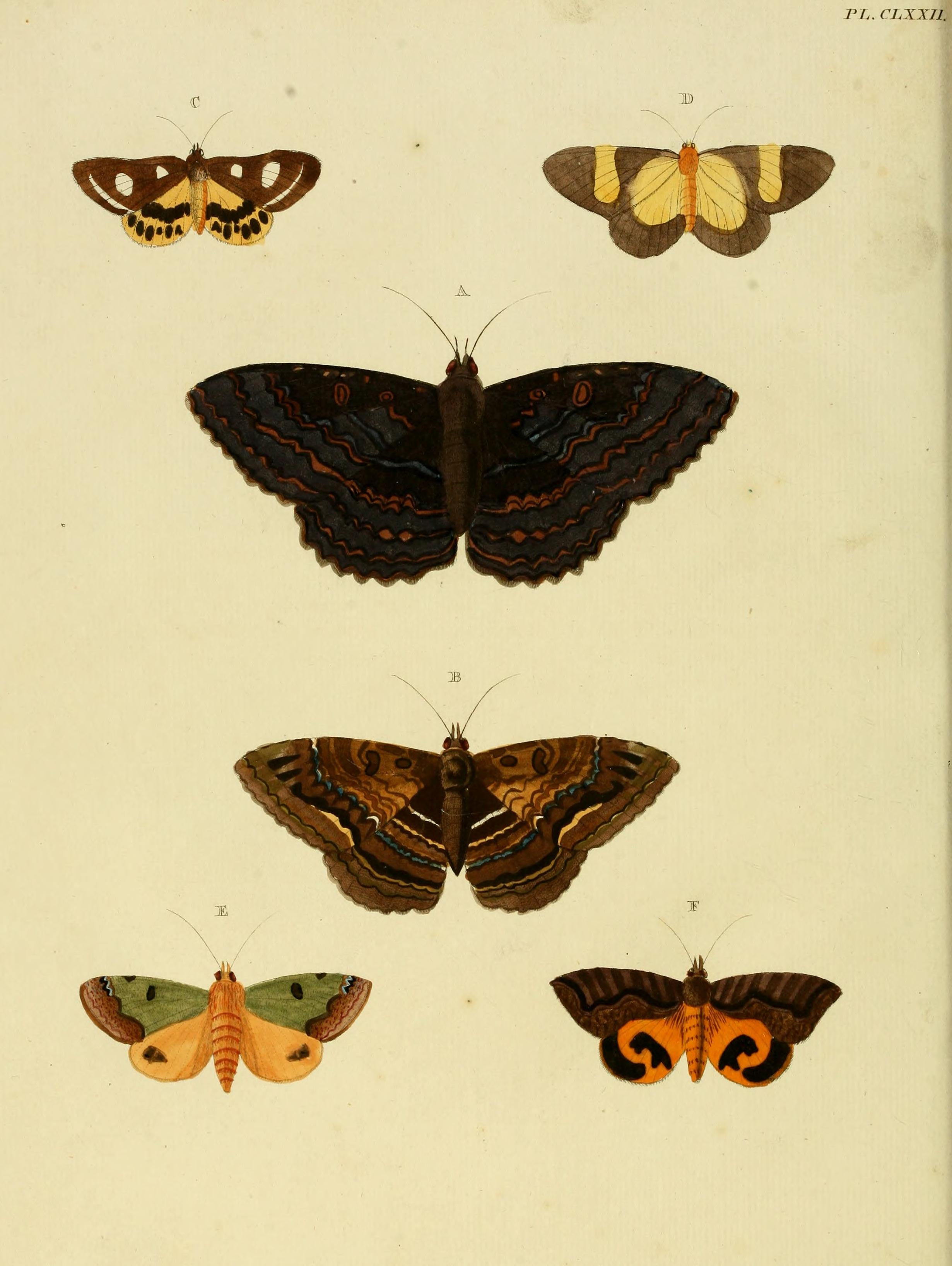